# Lei Kung il Tonante
Lei Kung il Tonante (Lei Kung the Thunderer) è un personaggio dei fumetti creato da Len Wein (testi) e Larry Hama (disegni), pubblicato dalla Marvel Comics. La sua prima apparizione avviene in Marvel Premiere (vol. 1) n. 16 (luglio 1974).
Austero ed immortale maestro di arti marziali considerato tra i migliori guerrieri di K'un L'un, Lei Kung il Tonante ha addestrato tutti coloro che hanno rivestito il ruolo di Pugno d'Acciaio nel corso della storia. Si contraddistingue per indossare sempre sul petto un vistoso amuleto rappresentante il 30º esagramma del Libro dei Mutamenti (䷝), simbolo dell'attaccamento e del fuoco.

## Biografia del personaggio
Nativo della mistica città di K'un L'un, Lei Kung viene incaricato dal primo Yu-Ti (Lord Tuan) di addestrare generazioni di giovani cittadini per selezionare coloro che fossero degni di affrontare il drago Shou-Lao l'Immortale ottenendo il potere, ed il ruolo, di "Pugno d'Acciaio". Tra i suoi allievi più illustri figurano Wendell Rand-K'ai che, pur venendo selezionato ha infine deciso di abbandonare la città senza sostenere la prova, e suo figlio Davos, che invece non viene selezionato ma tenta comunque di affrontare Shou-Lao venendo bandito da K'un L'un per punizione.
Anni dopo, Lei Kung prende sotto la sua ala il figlio di Wendell, Danny Rand, che diviene il suo miglior studente ed ottiene il titolo di Pugno d'acciaio, contemporaneamente Lord Tuan muore e il titolo di Yu-Ti passa a suo figlio Nu-An, che però si rivela un dittatore corrotto e manipolatore; ragione per la quale, pur mantenendo una facciata di fedeltà nei suoi confronti Lei Kung si mette a capo di un movimento clandestino di ribelli intenzionati a deporre il tiranno. Nonostante la suddetta rivolta impieghi svariate decadi per essere messa in atto, con la collaborazione delle "Armi Immortali" e del pupillo Danny Rand, Lei Kung riesce infine a mettere in atto il suo proposito nel corso del torneo delle Sette Capitali del Paradiso deponendo Nu-An e divenendo il nuovo Yu-Ti, veste nella quale, durante la guerra tra Vendicatori e X-Men, accoglie Hope Summers a K'un-L'un su richiesta di Danny affinché sia addestrata per sconfiggere la Fenice.
Successivamente Davos e l'Uno ordiscono una rivolta riuscendo a radere al suolo K'un L'un e a decapitare Lei Kung.

## Poteri e abilità
In qualità di addestratore di tutti i Pugno d'acciaio, Lei Kung il Tonante è uno dei maggiori esperti di arti marziali del Pianeta, perfettamente addestrato sia in tutte le tecniche di combattimento corpo a corpo terrestri, che nelle peculiari discipline marziali di K'un-L'un; inoltre è in grado di evocare e manipolare a piacimento il proprio ki (氣) servendosene per aumentare le sue capacità fisiche, quali forza velocità e resistenza, fino a livelli sovrumani. Come ogni abitante di K'un-L'un, Lei Kung dispone di una virtuale immortalità: è difatti immune all'invecchiamento grazie ai frutti dell'Albero dell'Immortalità (Tree of Immortality) ma può comunque venire ucciso.